# Hlăpești
Hlăpești – wieś w Rumunii, w okręgu Neamț, w gminie Dragomirești. W 2011 roku liczyła 850 mieszkańców.